# Jamesonia auriculata
Jamesonia auriculata är en kantbräkenväxtart som beskrevs av A. Tryon. Jamesonia auriculata ingår i släktet Jamesonia och familjen Pteridaceae. Inga underarter finns listade.